# Женщины блокады
«Женщины блокады» — памятник, расположенный на территории Хлебозавода Московского района в Санкт-Петербурге, посвящён труженицам предприятия периода блокады Ленинграда.
Открыт в 1986 году, скульптор — Сергей Астапов (также является автором ещё одного расположенного в Петербурге памятника — «В бессмертие ушедшим»).
Выполнен на гранитном пилоне высотой 4 метра, в котором высечены три женские фигуры. В руках одной из женщин клещи, вторая женщина поддерживает под руку молодую девушку с небольшим куском хлеба в руках.
Клещи в руках женщины предназначались для тушения бомб-«зажигалок»: только за один из дней октября 1941 года на хлебозавод, находившийся в 5 км от линии фронта, было сброшено 7 фугасных и более двухсот зажигательных бомб. За дни блокады на рабочих местах погибло 18 человек, а всего за этот период ушло из жизни 63 хлебозаводчан. За героический труд в годы войны предприятию неоднократно вручалось переходящее знамя Комитета обороны города, а по окончании войны оно было передано коллективу хлебозавода на вечное хранение.